# نيكولاو برينر
نيكولاو برينر (بالبرتغالية: Nicolau Breyner‏) (و. 1940 – 2016 م) هو ممثل أفلام، وكاتب سيناريو، ومقدم تلفزيوني، ومخرج تلفزيوني، وممثل مسرحي، ومخرج أفلام، وموسيقي برتغالي، ولد في سربا، توفي في لشبونة، عن عمر يناهز 76 عاماً، بسبب نوبة قلبية.

## جوائز
حصل على جوائز منها:
- نيشان الاستحقاق البرتغالي من رتبة ضابط أعظم  [لغات أخرى]‏[5]
- نيشان الأمير هنري من رتبة قائد أعظم[5]

## وصلات خارجية
- نيكولاو برينر على موقع IMDb (الإنجليزية)
- نيكولاو برينر على موقع ألو سيني (الفرنسية)
- نيكولاو برينر على موقع أول موفي (الإنجليزية)
- نيكولاو برينر على موقع ديسكوغز (الإنجليزية)
- نيكولاو برينر على موقع قاعدة بيانات الفيلم (الإنجليزية)
- نيكولاو برينر على موقع كينوبويسك (الروسية)